# 大平義博
大平 義博 （おおひら よしひろ、1940年9月9日 - ）は、日本のアルペンスキーヤーである。 
北海道出身。彼は、オーストリアのチロル州インスブルックで開催された1964年冬季オリンピックに出場した。

## 参照資料
1. ↑  “Yoshihiro Ohira Olympic Results”.  Sports Reference LLC. 2020年4月17日時点のオリジナルよりアーカイブ。2018年3月12日閲覧。
2. ↑  小樽スキー連盟『雪跡  小樽スキー連盟100年史シュプール』（pdf）2013年9月7日、53頁。2019年10月5日閲覧。